# Поверховий розподільний щиток

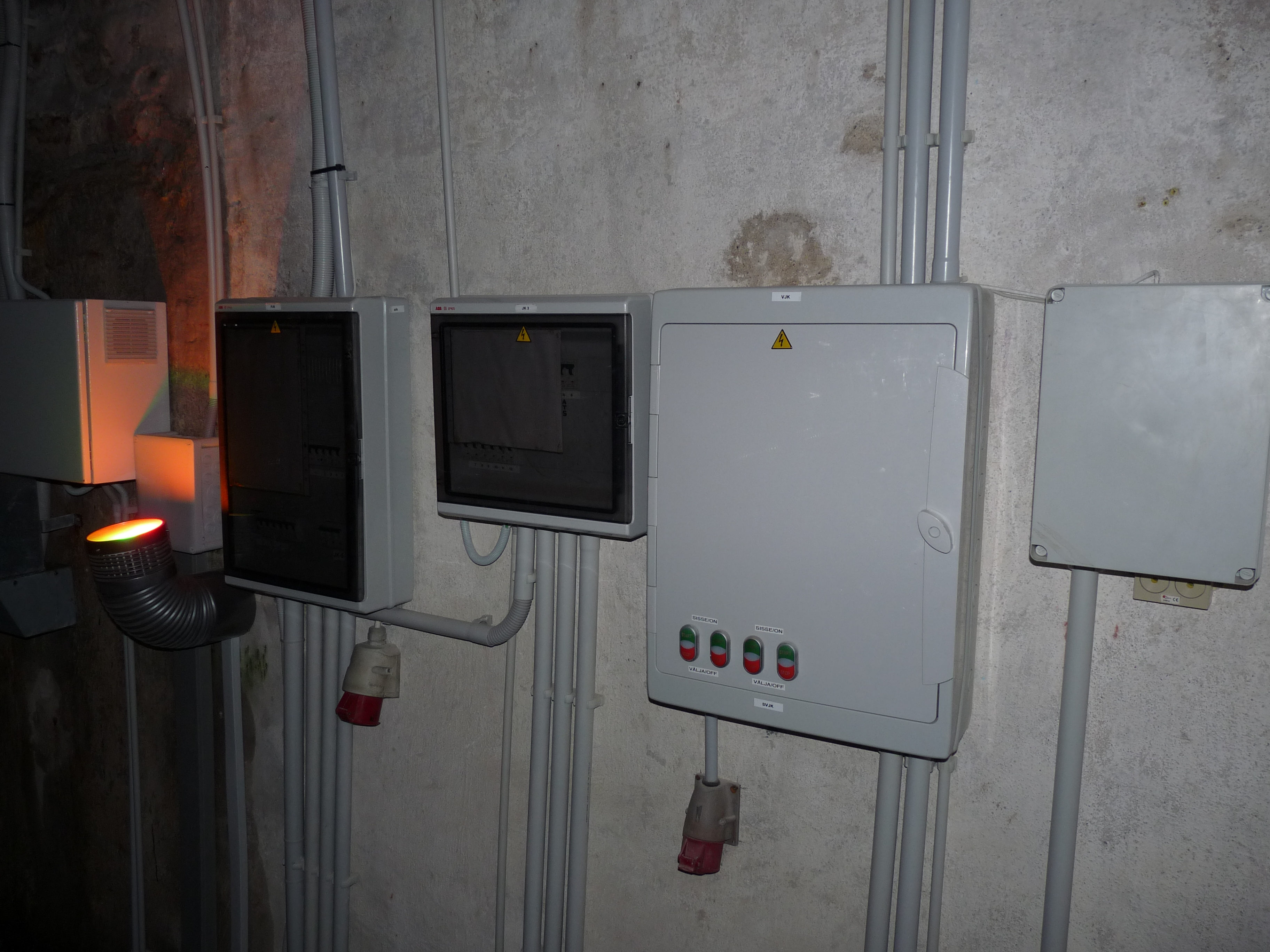
.

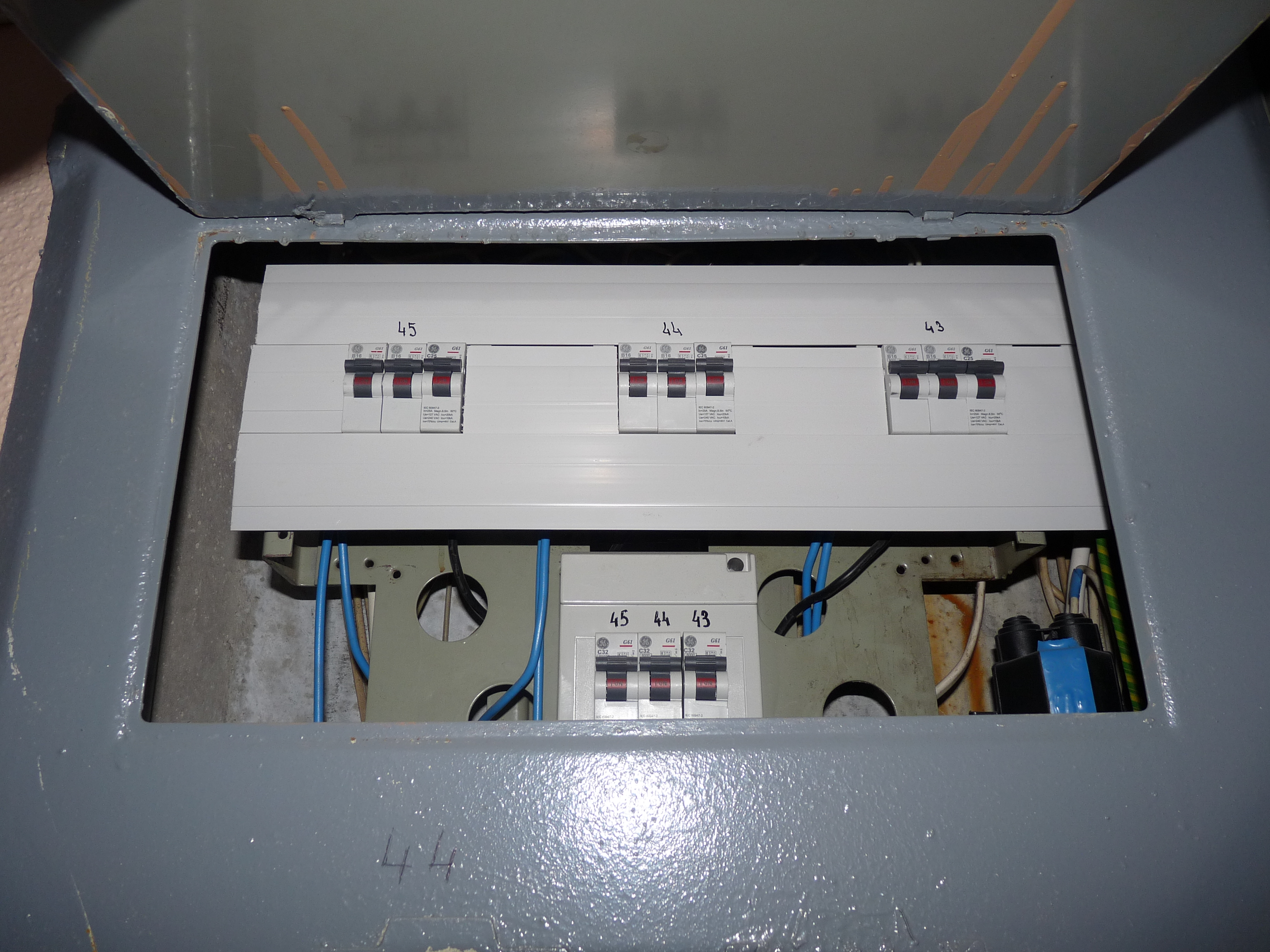
.

Поверхо́вий розподі́льний щито́к — щиток, установлений на поверхах житлових будинків і призначений для живлення квартир (офісів) або квартирних (офісних) щитків.

## Джерело
- ДНАОП 0.00-1.32-01. Правила будови електроустановок. Електрообладнання спеціальних установок.